# Skaftárjökull
Skaftárjökull är en glaciär i republiken Island.   Den ligger i regionen Suðurland, i den centrala delen av landet, 200 km öster om huvudstaden Reykjavík. Skaftárjökull ligger 962 meter över havet.
Terrängen runt Skaftárjökull är kuperad söderut, men norrut är den platt.  Trakten runt Skaftárjökull är nära nog obefolkad, med mindre än två invånare per kvadratkilometer. Det finns inga samhällen i närheten. 